# Industrialismo
L'industrialismo è un aspetto della politica economica diretta a potenziare prevalentemente lo sviluppo industriale poiché lo considera di importanza predominante su l'attività agricola e artigiana e in genere su tutti gli altri aspetti dell'economia di un territorio.

## Società industriale e industrialismo
Il termine non va confuso con quello di industrializzazione che è un fenomeno che si accompagna alla rivoluzione industriale che segnò il cambiamento di strutture tecnologiche, economiche e sociali che svilupparono la produzione e trasformazione di beni materiali ottenute anche con l'impiego di capitali e nuovi razionali metodi produttivi.
Già nel corso dell'Ottocento nel progresso industriale si vede la possibilità della creazione di una nuova società improntata ai criteri economici ed etici dell'industrialismo. Da questa ideologia nascono i tentativi di riforme sociali di Saint-Simon e di Robert Owen dove le norme sociali si configurano sul modello industriale.
Sin dall'inizio del processo di industrializzazione alcuni autori hanno visto nei suoi elementi costitutivi come il metodo della divisione del lavoro sociale , la tendenza all'espansione delle prime manifatture e alla sostituzione nella gestione imprenditoriale dei gruppi familiari con dirigenti manageriali ecc. una capacità di trasformare l'assetto sociale nel suo complesso dando vita a una "società industriale" che si evolvesse lungo un'unica via di progresso economico e sociale unificando e rendendo simili tutte le società che avessero raggiunto un elevato grado di sviluppo industriale considerando secondarie e trascurabili le differenze economiche quali un capitalismo privato o statale e collettivista.
In questo senso l'industrialismo può essere considerato una conseguenza ideologica dell'industrializzazione cioè «non un particolare metodo d'industria, ma una particolare valutazione dell'importanza dell'industria da cui consegue che questa viene considerata la sola cosa importante, cosicché viene elevata dal potere subordinato che dovrebbe occupare fra gli interessi e le attività dell'uomo, fino a costituire il criterio in base a cui tutti gli altri interessi e tutte le altre attività vengono giudicati.» 

## La logica dell'industrialismo
Autori come Clark Kerr e altri (1960) avevano scritto di una «logica dell'industrialismo» come un principio universale basato sulla funzione delle élite alla guida del processo di industrializzazione.
La logica dell'industrialismo accomunata con i progressi della tecnologia avrebbe eliminato gli aspetti negativi del capitalismo comportando non solo la fine dei lavori ripetitivi di manodopera non qualificata sostituita da lavoratori specializzati ma anche l'aumento del tempo libero, la diminuzione delle proteste operaie e dei contrasti di classe, il ruolo benefico predominante dei dirigenti imprenditoriali che si trovano alla guida dei paesi sviluppati e di quelli emergenti, delle nazioni a economia di mercato e di quelle a economia pianificata con un intervento sempre più incisivo dello Stato.

## Critiche dell'industrialismo
Se è vero che solo l'industrialismo può garantire la sopravvivenza d grandi masse umane tanto che un ritorno a una fase preindustriale significherebbe un arretramento drammatico delle condizioni di vita dell'umanità, tuttavia è stato osservato come l'organizzazione industriale del lavoro ha generato uniformità e conformismo  negli operai sottoposti alle rigide regole della produzione industriale così che:
Altre critiche dell'industrialismo riguardano la formazione di classi sociali che vivono sfruttando il sistema industriale senza contribuire al suo sviluppo: